# 田耕莘
田耕莘（拉丁語：Cardinal Thomas Tien Ken-sin，S.V.D.；1890年10月24日—1967年7月24日）是天主教會樞機，字聘三，為中華聖母傳教修女會會祖，曾任天主教北平總教區總主教、台北總教區宗座署理等教會職務，並擔任輔仁大學在台復校後第一任董事長。

## 生平

田耕莘牧徽

1890年10月24日，田耕莘生于山东省陽穀縣张秋镇。自幼家贫，父早逝，随福若瑟神父居住陽穀縣坡里庄圣堂，1901年（11岁）受洗，后入兖州修院，1918年6月9日，田耕莘在兖州天主圣神主教座堂由主教韩宁镐（Augustin Henninghaus）祝圣为神父。1929年3月8日在荷兰进入圣言会。1931年2月7日，发愿终生为圣言会會士。1934年11月23日，任阳谷监牧；1939年7月11日升任阳谷宗座代牧。同年11月29日，由教宗庇护十二世，亲自祝圣为主教；1940年12月，于阳谷教区朝城县创立了中华圣母传教修女会。
1942年11月10日，田耕莘调任青岛教区主教。
1946年2月18日，在罗马圣伯多禄大教堂，田耕莘由教宗庇护十二世祝圣为亞洲首任枢机。同年4月11日，田耕莘的建议被教廷批准，在中国成立正式的圣统制，田耕莘任北平总主教。由於田耕莘違抗教宗命令擅自逃離中國大陸，1948年5月，避难在北平的天主教献县教区赵振声主教接替田耕莘任北京总教区代理总主教。
1958年10月，田耕莘赴梵蒂岡，成为第一位参与教宗选举秘密會議的華人。1960年任台北教区宗座署理。1963年，教宗若望廿三世逝世后，田耕莘枢机再度参与选举教宗。
1966年3月1日，田耕莘退休，定居嘉義市圣言会会院。一年后，于1967年7月24日，病逝于中华圣母传教修女会圣马尔定医院。之後葬於嘉義市的聖若瑟模範勞工天主堂（田耕莘樞機主教紀念堂）。

## 紀念
台灣數個天主教機構以紀念田耕莘命名：
- 天主教耕莘醫院
- 耕莘健康管理專科學校
- 耕莘文教院

此外，北京西什库天主堂天使修院曾于1946年改组为北平耕莘中学，1952年与原北平光华女子中学合并为北京市第三十九中学。

### 引用
1. ↑  黑水博物館. . 黑水博物館.
2. ↑  《中梵外交關係史》，陳方中, 江國雄，台灣：商務印書館，2003，p.234。